# أبو بركات البربري
أبو بركات البربري داعية مسلم وإسمه  أبو البركات يوسف البربري من الدولة الموحدية. وصل إلى جزر المالديف سنة 1153م / 548 هـ دخل رجل من بلاد المغرب الإسلامي يدعى أبو البركات يوسف البربري جزر المالديف، حاملا معه رسالة الإسلام. لتعيش تلك الدولة العديد من المراحل الهامة بعد أن أسلم سلطان تلك البلاد على يد أبو البركات، ولم يكتف السلطان بذلك، بل أمر بإنشاء المساجد والمدارس الإسلامية في جميع أنحاء الدولة. واعتنق أهل البلاد الإسلام، وأصبح هو دينهم الوحيد حتى يومنا هذا.

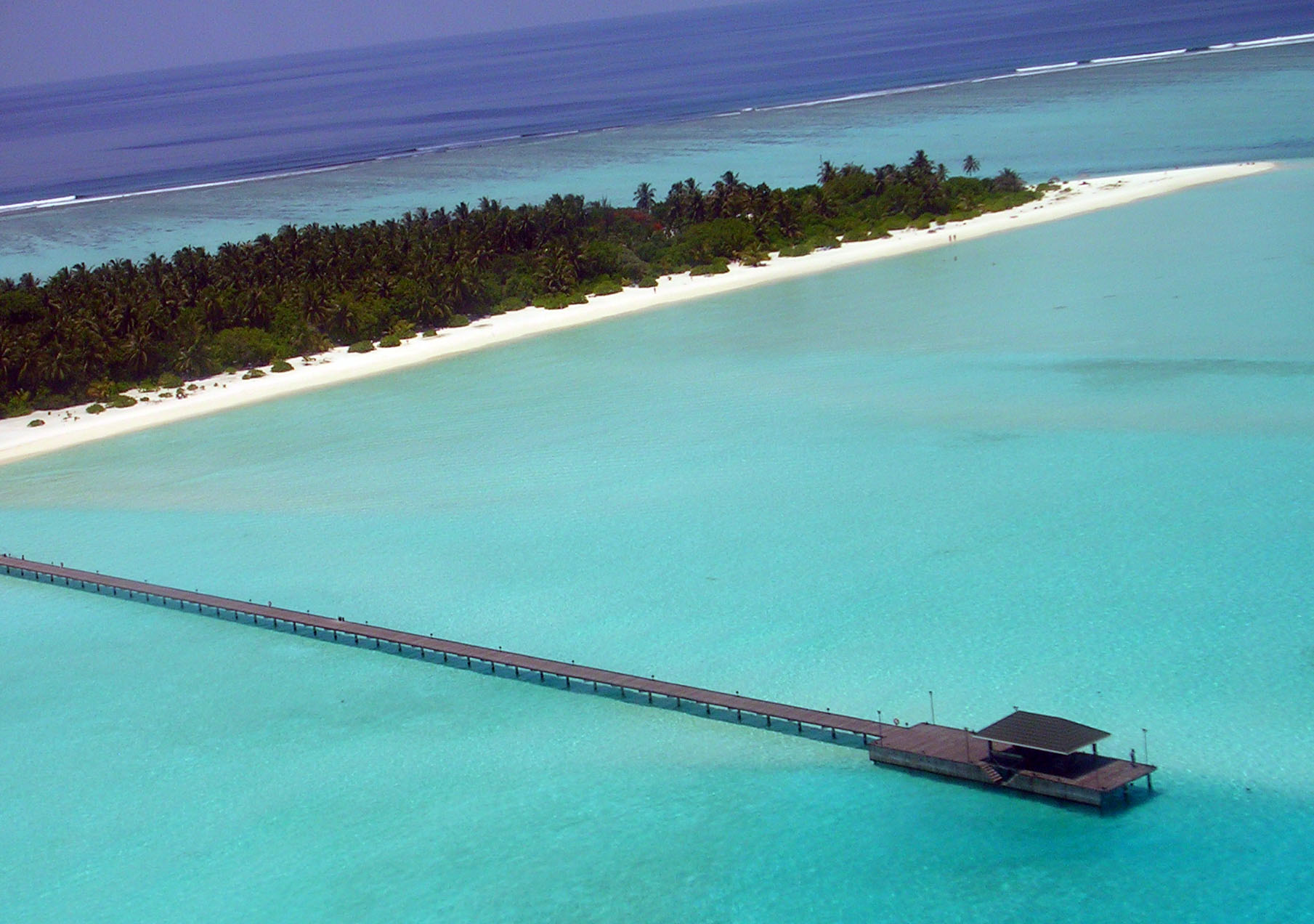
شاكلة المعابد المالديفية القديمة.

## عفريت البحر
وقد زار الرحالة الامازيغي المغربي ابن بطوطة جزر المالديف وتطرق لها في مِألفاته، بل حتى أنه عمل قاضيا فيها لفترة من الزمن، قال انها بلغت 14 سنة. قال ابن بطوطة في حديثه عن المالديف:

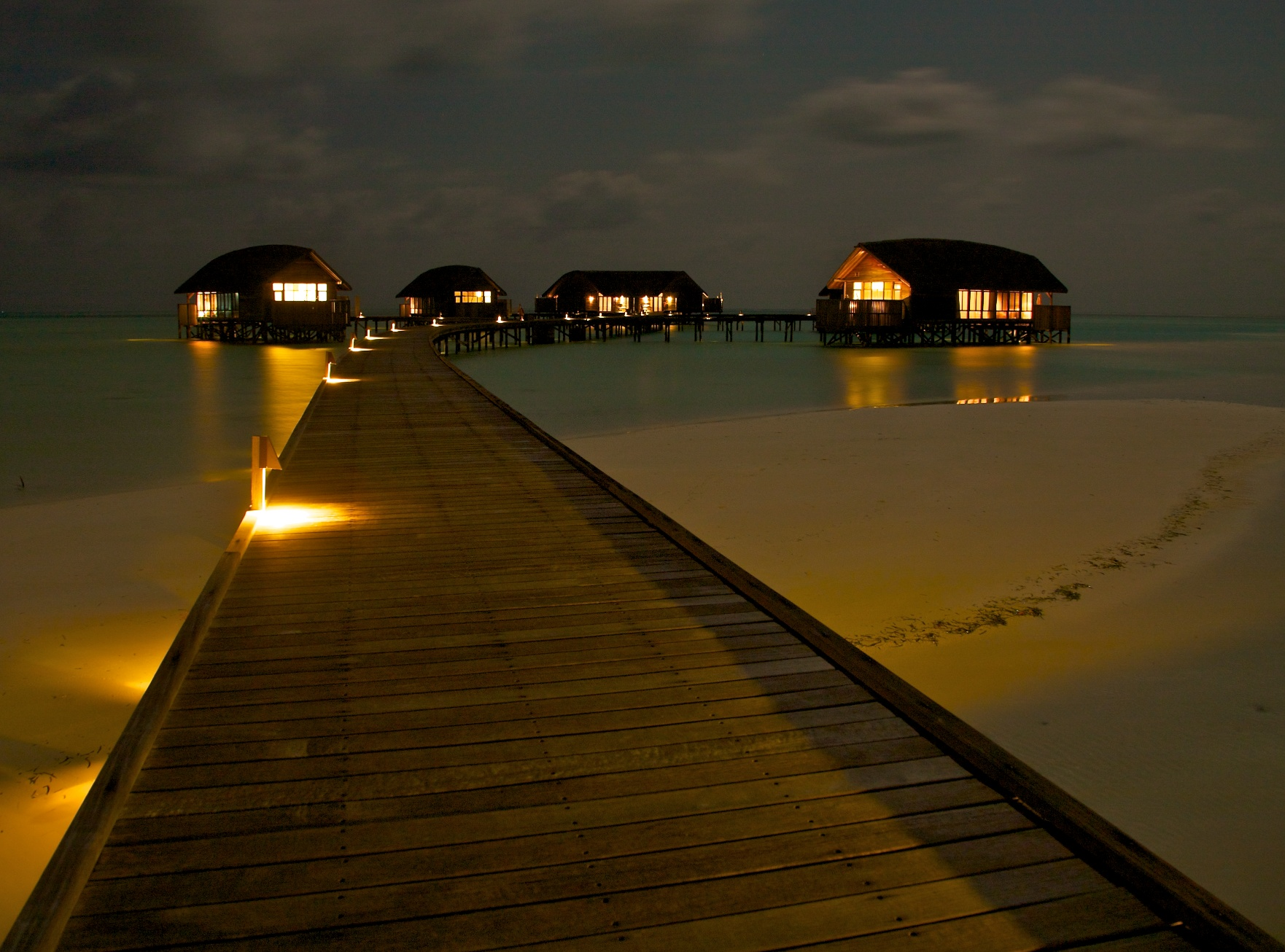
أكواخ سياحية في جزر المالديف.

| أبو بركات البربري | حدثني الثقات من أهلها؛ كالفقيه عيسى اليمني، والفقيه المعلم علي،والقاضي عبد الله، وجماعة سواهم: أنّ أهل هذه الجزر كانوا كفارا، وكان يظهر لهم كل شهر عفريت من الجن يأتي من ناحية البحر كأنه مركب مملوء بالقناديل، وكانت عادتهم أنهم إذا رأوه أخذوا جارية بِكرا فزينوها وأدخلوها إلى بيت الأصنام، وكان مبنيا على ضفة البحر، وله طاق ينظر إليه منها، ويتركونها هنالك ليلة، ثم يأتون عند الصباح فيجدونها مفتضة البكارة ميتة! ولا يزالون كل شهر يقترعون بينهم، فمن أصابته القرعة أعطى بنته | أبو بركات البربري |

## سقوط الأسطورة

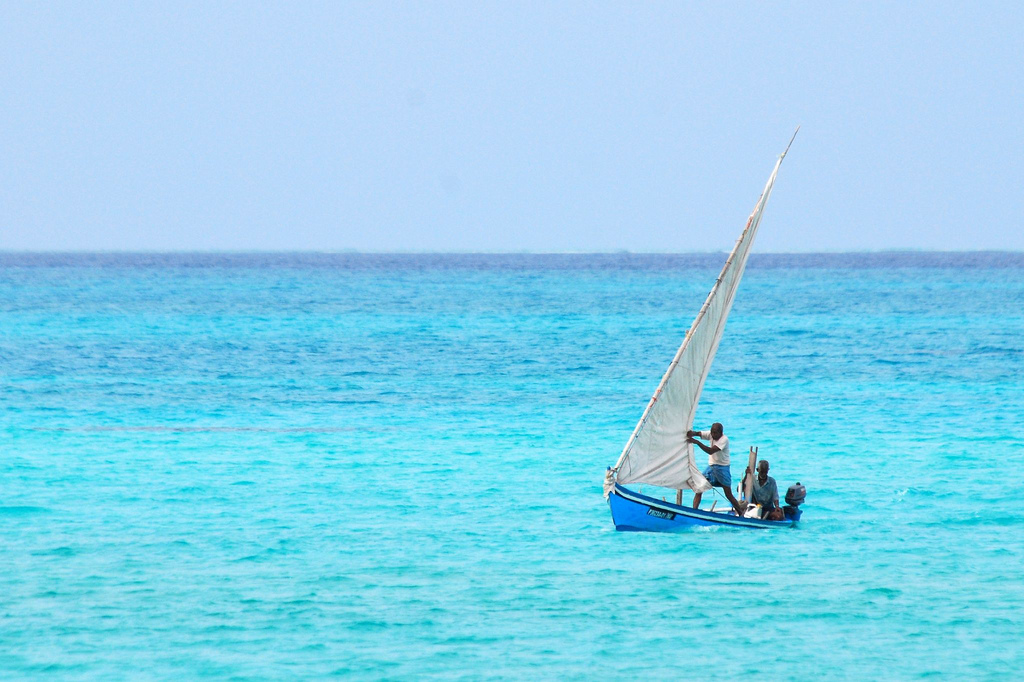
صيادون من جزر المالديف.

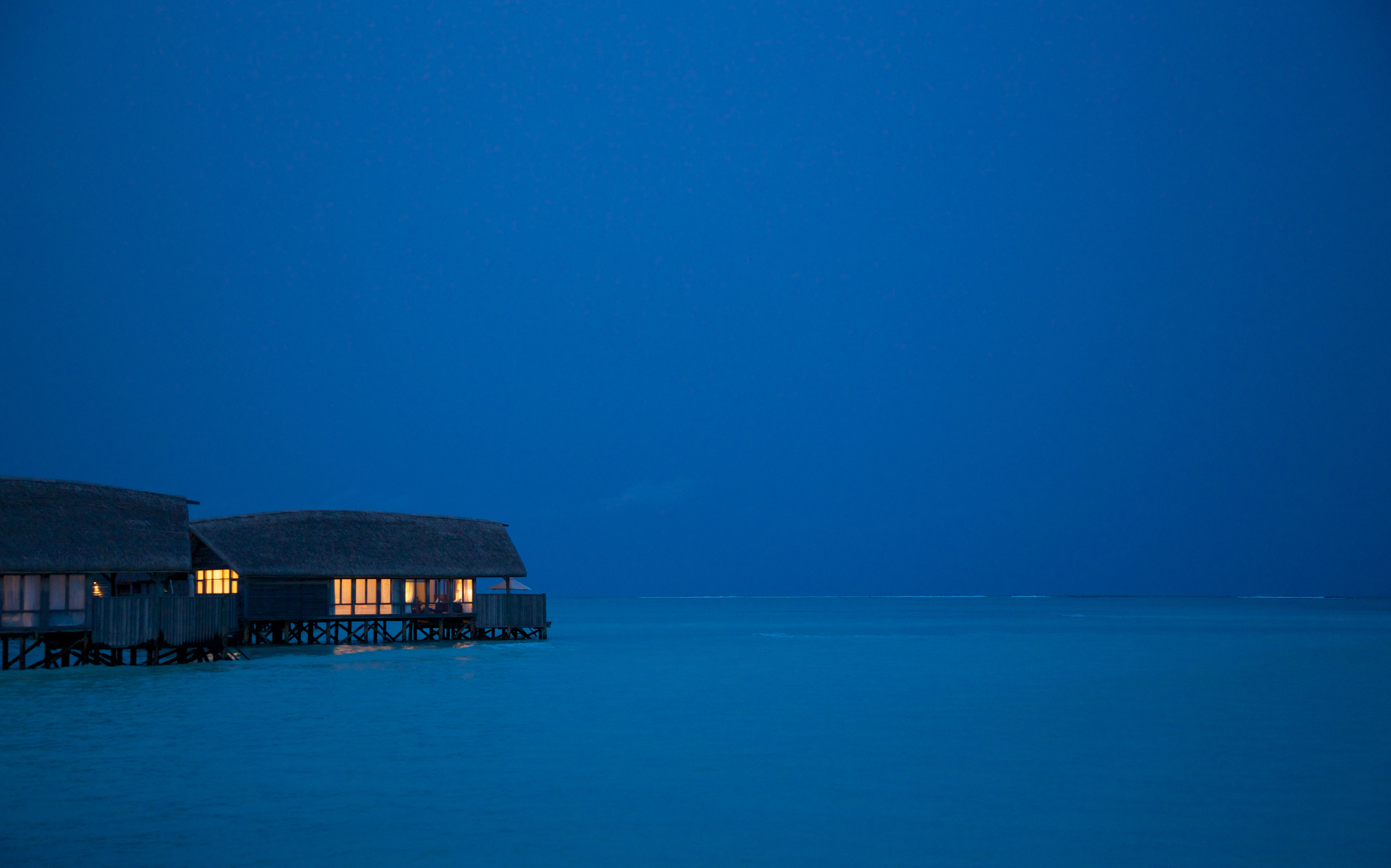
كوخ تقليدي محلي فوق البحر.

يتابع ابن بطوطة في كتابه: 
| أبو بركات البربري | ثم إنه قدم عليهم مغربي يسمى بأبي البركات البربري، وكان حافظا للقرآن العظيم، فنزل بدار عجوز منهم، فدخل عليها يوما وقد جمعت أهلها وهن يبكين كأنهن في مأتم، فاستفهمهنّ عن شأنهن، فلم يفهمْنَ، فأُتـِيَ بترجمان فأخبره أن قرعةالشهر وقعت على العجوز، وليس لها إلا بنت واحدة يقتلها العفريت، فقال لها أبوالبركات: أنا أتوجه عوضا من بنتك بالليل، وكان أمرد الوجه، فاحتملوه تلك الليلة فأدخلوه إلى بيت الأصنام وهو متوضئ، وأقام يتلو القرآن، ثم ظهر له العفريت من النافذة، فاستمر يتلو، فلما اقترب منه وسمع القراءة، غاص في البحر، وأصبح المغربي وهو يتلو على حاله، فجاءت العجوز وأهلها وأهل الجزيرة ليستخرجوا البنت على عادتهم فيحرقوها (ظنا منهم أن العجوز وضعت بنتها هناك)، فوجدوا المغربي يتلو القرآن، فمضوابه إلى مَلِكِهم، وكان يسمى (شنورازة)، وأعلموه بخبره، فعجب منه، وعرض عليه المغربي الإسلام ورغّبه فيه، فقال له الملك: أقم عندنا إلى الشهر الآخر فإن فعلت كذلك ونجوت من العفريت أسلمتُ ! | أبو بركات البربري |

## إسلام الجزر
كان هذا الداعية سبباً في إسلام ملك الجزر ويدعى “شَنورازة” وتسمّى باسم محمد بن عبد الله، وأسلم بعده كلّ أهل الجزر، فلم يبق أحدٌ من سكّانها إلا ودخل الإسلام. قام السلطان ببناء مسجد عرف باسمه. طلب الملك الملديفيُّ من أبي البركات أن ينقش على لوحة تذكارا يُشير فيه إلى تاريخ إسلام الملك على يده، وهي اللوحة التي لازالت محفوظة إلى حد الآن، وتعتبر أقدم خط عربي في منطقة المحيط الهندي، وجعل ثلث ما يجبيه من سكان الجزر صدقة على أبناء السبيل، لأن إسلامهم كان عن طريقهم. يتابع ابن بطوطة في كتابه:
| أبو بركات البربري | ثم أقام عندهم وشرح الله صدر الملك للإسلام فأسلم قبل تمام الشهر، وأسلمَ أهله وأولاده وأهل دولته، ثم حُمِل المغربي لما دخل الشهر إلى بيت الأصنام، ولم يأتِ العفريت، وجعل يتلو حتى الصباح. وجاء السلطان والناس فوجدوه على حاله من التلاوة، فكسروا الأصنام، وهدموا بيتها، وأسلم أهلُ الجزيرة، وبعثو اإلى سائر الجزر، فأسلم أهلها، وأقام المغربي عندهم معظَّما وتمذهبوا بمذهبه؛ مذهب الإمام مالك رحمه الله، وهم إلى هذا العهد يعظمون المغاربة بسببه،وبَنَى مسجدا معروفا باسمه، وقرأتُ على مقصورة الجامع منقوشا في الخشب: أسلَم َ السلطان أحمد شنورازة على يد أبي البركات البربري المغربي. وجعل ذلك السلطان ثلثَ مجابي الجزر صدقة على أبناء السبيل إذْ كان إسلامه بسببهم. | أبو بركات البربري |

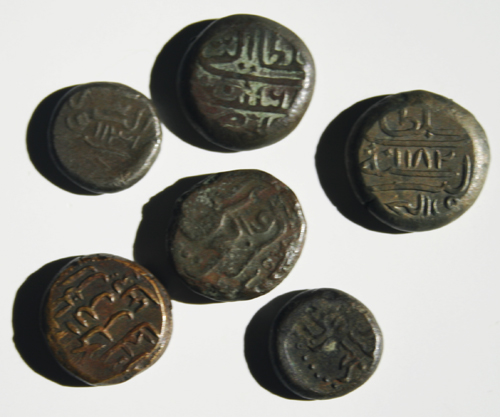
عملات نقدية تاريخية من المالديف.

وقد عاين ابن بطوطة خلال مقامه في جزر المالديف حادثة تحدث عنها في كتابه “تحفة النّظّار في غرائب الأمصار وعجائب الأسفار” كما يلي: 
| أبو بركات البربري | وبسبب هذاالعفريت خرب من هذه الجزائر كثير قبل الإسلام. ولما دخلناها لم يكن لي علم بشأنه،فبينا أنا ليلة في بعض شأني إذ سمعت الناس يجهرون بالتهليل والتكبير، ور أيت الأولاد وعلى رؤوسهم المصاحف، والنساء في الطسوت، وأواني النحاس، فعجبت من فعلهم،وقلت: ماشأنكم؟ فقالوا: ألا تنظر إلى البحر؟ فنظرت، فإذا مثل المركب الكبير كأنه مملوء سُرُجا ومشاعل، فقالوا: ذلك العفريت، وعادته أن يظهر مرة في الشهر فإذا فعلناما رأيت انصرف عنا ولم يضرنا. | أبو بركات البربري |

شعار النبالة المالديفي ويمكن قرائة: الدولة المجلديبية

لم يذكر التاريخ أن أبي البركات يوسف البربري طلب ملكا أو جاها أوأنه قتل أو ذبح أو شرد أهل المالديف أو خرب تلك البلاد. وما يزال قبره مزارا للسياح وأهل البلاد اعترافا بجميله. وقبر أبو البركات البربري موجود اليوم في العاصمة مالي (male). بهذا يكون أبو البركات إسوة بأسلافه الأمازيغ من الدعاة الفاتحين كطارق بن زياد وعبد الله بن ياسين، قد سجل ولوج الإسلام إلى المحيط الهندي لأول مرة في التاريخ على يديه.